# 螺联-2,2'-γ-戊内酯
螺联-2,2'-γ-戊内酯是一种有机化合物，化学式为C9H12O4。它存在于辣木中，但其生物活性暂无文献报道。它可由2,2-二烯丙基丙二酸在三氟甲磺酸铜催化下环化得到。
它可以以P41212空间群结晶，晶胞参数a=6.4068(2)，b=6.4068(2)，c=21.945(2) Å。